# Битва при Манцикерте (1915)
Битва при Манцикерте или Малазгирте была одним из сражений на Кавказском фронте во время Первой мировой войны. Театр военных действий находился на территории восточной Турции. Несмотря на тяжёлые потери как с русской, так и с турецкой стороны, положение в результате битвы мало изменилось, хотя у России появилось лёгкое тактическое преимущество.
10 июля 1915 года командир 4-м Кавказского армейского корпуса генерал от инфантерии П. И. Огановский начал наступление с целью овладеть холмами к западу от Манцикерта и расчётом на немногочисленность турецких сил. Однако ему противостояли несколько турецких дивизий общей численностью около 40 тысяч человек, о которых изначально не было известно. 16 июля османская армия перешла в контрнаступление под командованием Абдула Керима-паши. Численное соотношение воюющих составляло три к одному в пользу турок. Отряды Огановского были вынуждены отступить от Манцикерта и потеряли поезд с боеприпасами. 20 июля турки отвоевали Манцикерт и 27 июля выбили русские части из Муша. Из-за плохого качества российских коммуникаций, Юденич, который был главнокомандующим Кавказского фронта, не знал, что русская армия удерживала относительную стабильность фронта до 22 июля. Николай Юденич, командовавший Кавказским фронтом, узнал о случившемся наступлении турок лишь 22 июля.
Понимая, что если османы продолжат наступать, его армия будет уничтожена, Юденич приказал отступать. Русские войска отступили от Манцикерта, и покинули весь Ванский вилайет.

## Последствия
В целом 1915 год на Кавказском фронте был относительно спокойным. В России его рассматривали как второстепенный по сравнению с главным фронтом в Польше. Захват Манцикерта мало что изменил в военной ситуации, однако послужил моральным подкреплением для российского общественного сознания на фоне продолжающихся потерь на германском фронте.